# Biblioteca Nacional do Luxemburgo
Biblioteca Nacional do Luxemburgo ( em francês:  Bibliothèque nationale du Luxembourg  ), abreviado como BnL, é a biblioteca nacional do Luxemburgo. O BnL é a biblioteca legal de depósitos e direitos autorais do Luxemburgo. Foi criado em 1899 no lugar da biblioteca municipal, datada de 1798. Desde 2019, sua coleção inclui, entre outros, 1,8 milhão de documentos impressos, 20.000 documentos audiovisuais, 77.800 títulos de periódicos eletrônicos, 641.000 ebooks e 390 bancos de dados.  Em setembro de 2019, o BnL foi consolidado em um novo complexo construído na Avenue John F. Kennedy em Kirchberg, cidade do Luxemburgo.  O BnL é responsável pelo gerenciamento da rede bibnet.lu, reunindo as 87 bibliotecas públicas do Luxemburgo. 